# Belanglo State Forest
Koordinaten: 34° 30′ 59,8″ S, 150° 13′ 25,6″ O

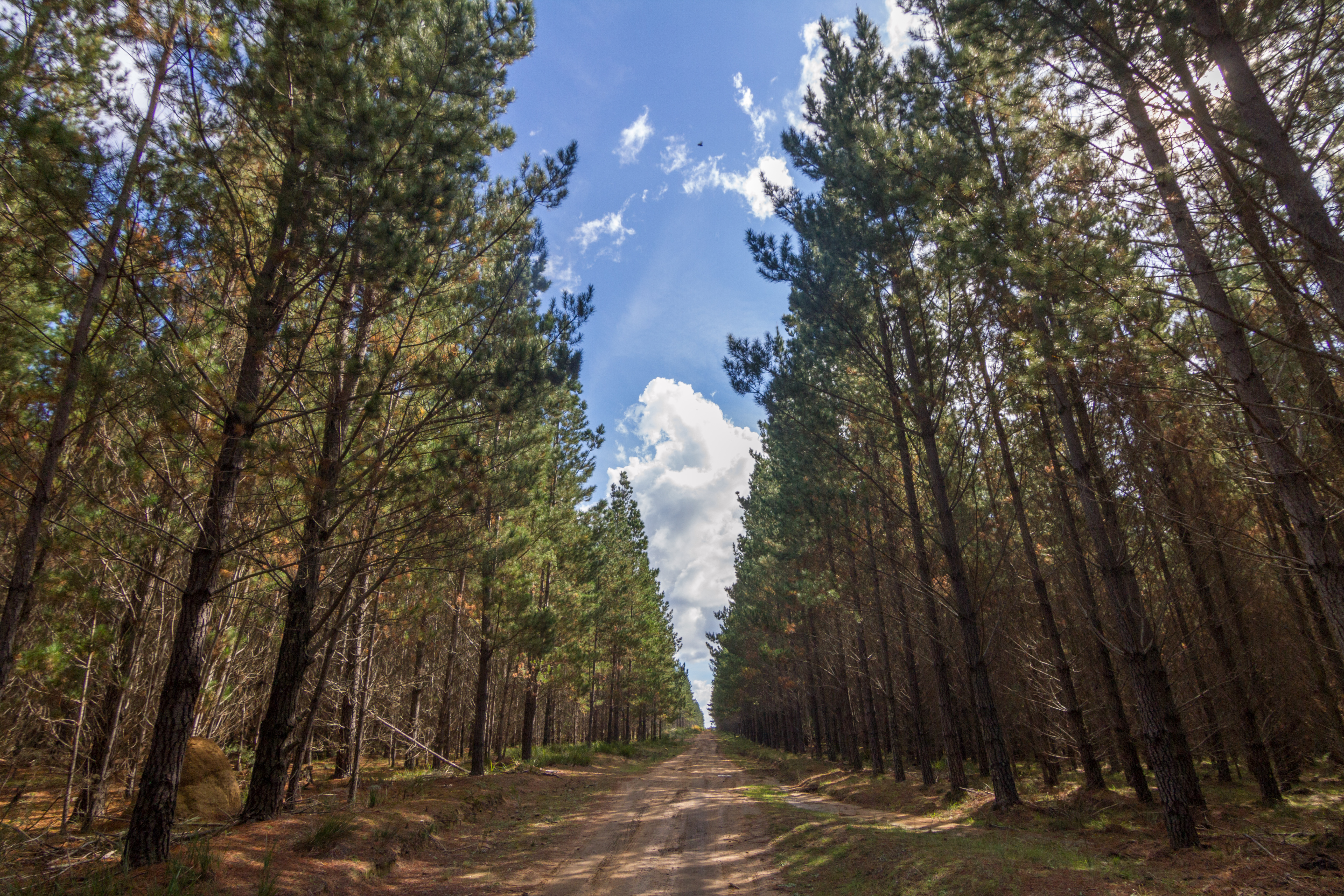
Belanglo State Forest

Der Belanglo State Forest ist ein Nationalpark im australischen Bundesstaat New South Wales. Das Gelände besteht aus einem seit 1919 künstlich angelegten Monterey-Kiefernwald, mit angrenzender natürlicher Vegetation. Das Gelände ist rund 3.600 Hektar groß und im östlichen, dem Hume Highway zugewandten Teil systematisch von befahrbaren, unbefestigten Wegen durchzogen. Das Gebiet liegt etwa 11 Kilometer westlich des Ortes Moss Vale im Einzugsbereich von Sydney (ca. 100 km nordöstlich gelegen) und Canberra (ca. 135 km im Südwesten) und stellt ein beliebtes Ausflugsziel dar. Dementsprechend ist der Wald mit Grillplätzen und Campingplätzen ausgestattet.
Das Gebiet wird auch heute als Pinienplantage und Holzlieferant für eine nahe gelegene Papiermühle genutzt.
1992 und 1993 wurde der Belango State Forest als Fundort von insgesamt sieben Leichen Jugendlicher bekannt. Als Täter wurde 1996 der Australier Ivan Milat verurteilt. Seither wurden hier wiederholt Leichen aufgefunden, die nur zum Teil dem Serienmörder Milat zugeordnet werden konnten.